# Monte Scrisi
Monte Scrisi este o arie protejată (arie specială de conservare — SAC, sit de importanță comunitară — SCI) din Italia întinsă pe o suprafață de 327 ha, integral pe uscat.

## Localizare
Centrul sitului Monte Scrisi este situat la coordonatele 38°14′01″N 15°42′30″E / 38.233611°N 15.708333°E.

## Înființare
Situl Monte Scrisi a fost declarat sit de importanță comunitară în septembrie 1995 pentru a proteja 15 specii de animale. Situl a fost protejat și ca arie specială de conservare în iunie 2017.

## Biodiversitate
Situată în ecoregiunea mediteraneană, aria protejată conține 4 habitate naturale: Păduri de Quercus ilex și Quercus rotundifolia, Tufărișuri termo-mediteraneene și de pre-deșert, Păduri de Castanea sativa, Păduri de Quercus suber.
La baza desemnării sitului se află mai multe specii protejate:
- păsări (14): acvilă de munte (Aquila chrysaetos), caprimulg (Caprimulgus europaeus), barză albă (Ciconia ciconia), barză neagră (Ciconia nigra), șerpar (Circaetus gallicus), erete de stuf (Circus aeruginosus), șoim călător (Falco peregrinus), șoimul rândunelelor (Falco subbuteo), acvilă pitică (Hieraaetus pennatus), sfrâncioc roșiatic (Lanius collurio), gaia neagră (Milvus migrans), vultur egiptean (Neophron percnopterus), viespar (Pernis apivorus), silvie de tufiș (Sylvia undata)
- amfibieni (1): Bombina pachypus

Pe lângă speciile protejate, pe teritoriul sitului au mai fost identificate 9 specii de plante, 2 specii de reptile.